# NGC 519
NGC 519 est une galaxie elliptique vue de face et située dans la constellation de la Baleine. NGC 519 a été découverte par l'astronome américain Lewis Swift en 1886.

## Caractéristiques
Sa vitesse par rapport au fond diffus cosmologique est de 5 107 ± 39 km/s, ce qui correspond à une distance de Hubble de 75,3 ± 5,3 Mpc (∼246 millions d'al).
À ce jour, une mesure non basée sur le décalage vers le rouge (redshift) donne une distance d'environ 77,900 Mpc (∼254 millions d'al). Cette valeur est à l'extérieur des valeurs de la distance de Hubble.

## Groupe de NGC 585 et Abell 194
NGC 519 fait partie du groupe de NGC 585. Ce groupe comprend au  moins 23 galaxies. Les autres galaxies du catalogue NGC de ce groupe sont : NGC 538, NGC 541, NGC 543, NGC 545, NGC 547, NGC 548, NGC 570 et NGC 585.
La désignation DRCG 7-19 est utilisée par Wolfgang Steinicke pour indiquer que cette galaxie figure au catalogue des amas galactiques d'Alan Dressler. Les nombres 7 et 19 indiquent respectivement que c'est le 7e amas (Abell 194) de la liste et la 19e galaxie de cette liste. Cette même galaxie est aussi désignée par ABELL 194:[D80] 19 par la base de données NASA/IPAC, ce qui est équivalent.  Dressler indique que NGC 519 est une galaxie lenticulaire de type S0.